# Wierzonka
Wierzonka – wieś w Polsce położona w województwie wielkopolskim, w powiecie poznańskim, w gminie Swarzędz. W dolinie rzeki Głównej (dopływ Warty), na skraju Parku Krajobrazowego Puszcza Zielonka.
W latach 1975–1998 miejscowość administracyjnie należała do województwa poznańskiego.
Na terenie wsi zabudowania gospodarskie, pozostałość po dobrach rodziny von Treskov, stacji hodowli roślin i jednostki wojskowej. Obecnie w rękach prywatnych. W budynku z 1905 przy Karłowickiej 3 funkcjonuje szkoła podstawowa.